# Bernhard Billeter
Bernhard Billeter (* 26. Juli 1936 in Zürich) ist ein Schweizer Pianist, Organist und Musikwissenschaftler.

## Leben
Nach seinem Studium – Klavier, Orgel und Musikwissenschaft in Zürich, Wien und Basel – unterrichtete er von 1969 bis 1981 am Konservatorium Luzern Klavier, ab 1975 am damaligen Zusammenschluss von Konservatorium Zürich und Musikakademie Zürich, heute Zürcher Hochschule der Künste, Fakultät Musik, bis zu seinem Rücktritt am 1. Juli 2001 Orgel, Hammerflügel, Clavichord und Aufführungspraxis. Von 1984 bis 1997 war er Chefredaktor der Schweizerischen musikpädagogischen Blätter, anschliessend bis 2010 Mitglied der Redaktionskommission der Schweizer Musikzeitung. Zudem war er Organist an verschiedenen Kirchen und Lehrbeauftragter der Universität Zürich. Im «Schweizerischen Musikpädagogischen Verband» war er als Mitglied des Zentralvorstandes für die Weiterentwicklung der durch diesen Verband angebotenen Berufsausbildung 1994 bis 2005 zuständig.
Neben seiner Tätigkeit als Pianist und Organist, als Dozent und Redaktor publizierte Bernhard Billeter zahlreiche Bücher und Aufsätze über Frank Martin, Paul Hindemith, Olivier Messiaen und Norbert Moret sowie Glossen und Rezensionen, die einen wichtigen Beitrag zur Musiktheorie und musikalischen Praxis leisten.

## Veröffentlichungen (Auswahl)
- Bachs Klavier- und Orgelmusik. Amadeus Verlag, Winterthur 2011, 2. Auflage 2013, ISBN 978-3-9057-8609-5
- Anweisung zum Stimmen von Tasteninstrumenten in verschiedenen Temperaturen. Verlag Merseburger, Kassel 1979, 4., vollständig überarbeitete Neuauflage 2010, ISBN 978-3-87537-326-4
- Musiktheorie und musikalische Praxis. Gesammelte Aufsätze. Hrsg. Dominik Sackmann. Peter Lang Verlag 2004, ISBN 978-3-03-910375-1
- Frank Martin. Werdegang und Musiksprache seiner Werke. Schott Verlag, Mainz 1999, ISBN 978-3-7957-0017-1
- Die Harmonik bei Frank Martin. Untersuchungen zur Analyse neuerer Musik (Dissertation 1969). Verlag Paul Haupt, Bern 1971, OCLC 602290354
- Frank Martin. Ein Außenseiter der neuen Musik. Wirkung und Gestalt. Verlag Huber, Frauenfeld 1970, OCLC 611662611
- Adolf Brunner. 156. Neujahrsblatt der Allgemeinen Musikgesellschaft Zürich auf das Jahr 1972. Verlag Hug, Zürich 1972, OCLC 181432069
- Herausgeber verschiedener Noteneditionen von Paul Hindemith, Othmar Schoeck, Josef Rheinberger und Theodor Kirchner